# Гриффит, Артур
Артур Джозеф Гриффит (англ. Arthur Joseph Griffith, ирл. Art Ó Gríobhtha; 31 марта 1872, Дублин, Соединённое Королевство Великобритании и Ирландии — 12 августа 1922, Дублин, Ирландская Республика) — ирландский журналист, революционер и политический деятель, создатель и третий лидер партии «Шинн Фейн». В 1921 году возглавлял ирландскую делегацию на переговорах с Великобританией.

## Биография

### Ранние годы
Артур Джозеф Гриффит родился Дублине, в семье выходцев из Уэльса. Несколько поколений его предков принадлежали к Моравской церкви, но в Ирландии Гриффиты перешли в католицизм. Его отец был типографом в газете «The Nation».  
Уже в юности Артур вступил в Ирландское республиканское братство (IRB). С 1897 по 1898 год жил в Южной Африке, поддерживал буров против британского экспансионизма и был большим поклонником трансваальского президента Пауля Крюгера.
Возвратившись в Дублин в 1899 году, Гриффит стал соучредителем еженедельной газеты «United Irishman». Был активным адептом ирландского национализма, осуждал социалистов и пацифистов как сознательные инструменты в руках Британской империи. В сентябре 1900 г. он создал организацию под названием Cumann na nGaedheal («Общество Гэльса») для объединения передовых националистических и сепаратистских групп и клубов. В 1903 г. учредил Национальный совет для проведения кампании против визита в Ирландию короля Эдуарда VII. В 1907 г. эта организация объединилась с Лигой Шинн Фейн, которая сама была сформирована из объединения клубов Куманна и Гандхила (впоследствии на этой основе будет создана организация «Шинн Фейн»).
В 1906 г., после закрытия журнала «United Irishman» из-за иска о клевете, он создал издание «Шинн Фейн», которое просуществовала до его закрытия британским правительством в 1914 г., после чего он стал редактором нового националистического журнала «Нация».

### Идеолог «Шинн Фейн»
Выступил соучредителем и председателем организации «Шинн Фейн», созданной в 1905 году. В основе её программы была статья Гриффита «Политика Шинн Фейн». Он заявил, что Акт об унии Великобритании и Ирландии от 1800 г. незаконен и, следовательно, действует англо-ирландская двойная монархия, существовавшая при парламенте Граттана и так называемой Конституции 1782 г. Основные мировоззренческие принципы «Шинн Фейн» были изложены Гриффитом в статье, опубликованной в 1904 г. под названием «Воскресение Венгрии: альтернатива для Ирландии», в которой был сделан экскурс в 1867 год, когда Венгрия из части Австрийской империи снова стала равнозначным королевством в составе Австро-Венгрии. Хотя Гриффит не был сторонником монархии, но в качестве компромисса предлагал, чтобы Ирландия стала отдельным королевством наряду с Великобританией. В этом случае обе страны образуют двойную монархию с общим монархом, но отдельными правительствами. Однако эта идея была отвергнута более поздними лидерами сепаратистов, прежде всего Майклом Коллинзом.
Гриффит стремился объединить элементы парнеллизма с традиционным сепаратистским подходом, он считал себя не лидером, а разработчиком стратегии, которой мог бы следовать новый лидер. Главным в его стратегии было игнорирование британского парламента: вера в то, что ирландские парламентарии должны отказаться от участия в парламенте Соединенного Королевства в Вестминстере, но вместо этого должны создать отдельный ирландский парламент (с административной системой, основанной на местном самоуправлении) в Дублине.
Являлся убежденным экономическим националистом и утверждал, что национализм играет центральную роль в стимулировании экономического роста. Он часто цитировал работы немецкого экономиста Фридриха Листа. 
В 1911 г. помог основать Общество пропорционального представительства Ирландии, полагая, что пропорциональное представительство поможет предотвратить вражду между профсоюзными деятелями и националистами в независимой Ирландии.
После разгрома Пасхального восстания (1916) достигло кульминации противостояние между сторонниками концепции Гриффита об англо-ирландской двойной монархии и новыми членами «Шинн Фейн» под руководством Имона де Валеры, которые стремились к созданию отдельной республики. Это привело к расколу партии в октябре 1917 г. В результате компромисса было решено сначала попытаться создать республику, а затем позволить людям решать, хотят ли они республику или монархию — теперь уже при условии, что ни один член британского королевского дома не сможет занять предполагаемый ирландский трон. При этом Гриффит подал в отставку с поста президента «Шинн Фейн» в пользу де Валеры, но был избран вице-президентом.

## Война за независимость
В мае 1918 г. Гриффит вместе с де Валерой и 72 другими активистами «Шинн Фейн» был арестован под предлогом причастности к фиктивному немецкому заговору. Он был выдвинут кандидатом от партии на дополнительных выборах в парламент в июне 1918 г. и был избран. Провёл десять месяцев в тюрьме в Глостере и был освобождён в марте 1919 г. Депутаты от «Шинн Фейн» решили не занимать свои места в британской Палате общин, а вместо этого создали собственный ирландский парламент Дойл, и практически сразу же началась Война за независимость Ирландии. В том же году Гриффит стал вице-президентом вновь созданной республики. В 1919—1921 гг. занимал пост министра внутренних дел самопровозглашенной Ирландской Республики. 
Во время отсутствия де Валеры в период его пребывания в Соединенных Штатах, Гриффит был исполняющим обязанности президента и регулярно давал интервью для прессы. 26 ноября 1920 г. был арестован, а затем на семь месяцев был заключен в тюрьму, освободившись в июне 1921 года. В августе 1921 г. был назначен министром иностранных дел в новом ирландском кабинете. Находился во главе ирландской делегации, которая вела переговоры по англо-ирландского договору 1921 г. Гриффит с неохотой согласился на разделение Ирландии и статус доминиона. Радикалы из Ирландской Республиканской Армии не одобрили этих условий, что привело к гражданской войне. 
В 1922 году был избран президентом Ирландской Республики, опередив Де Валеру всего на два голоса. Скончался от сердечного приступа после нескольких месяцев исполнения этих обязанностей.
Похоронен на кладбище Гласневин.

## Антисемитские взгляды
Саймон Себаг-Монтефиоре отмечает, что Гриффит поддержал антиеврейский погром и бойкот в Лимерике в 1904 году. Также активно выражал ненависть к евреям во время обсуждения дела Дрейфуса.